# المعبر (يريم)

تعديل مصدري - تعديل

المعبر محلة تابعة لقرية العشة، التابعة لعزلة بني مسلم بمديرية يريم إحدى مديريات محافظة إب في الجمهورية اليمنية.، بلغ تعداد سكانها 43 حسب تعداد اليمن لعام 2004.